# Cantone di Vesoul-2
Il Cantone di Vesoul-2 è una divisione amministrativa dell'arrondissement di Vesoul.
È stato costituito a seguito della riforma approvata con decreto del 17 febbraio 2014, che ha avuto attuazione dopo le elezioni dipartimentali del 2015, ridefinendo il soppresso cantone di Vesoul-Est.

## Composizione
Comprende parte della città di Vesoul e i comuni di:
- Colombier
- Comberjon
- Coulevon
- Frotey-lès-Vesoul
- Montcey
- Navenne
- Quincey
- Varogne
- Vellefrie
- La Villeneuve-Bellenoye-et-la-Maize
- Villeparois
- Vilory